# 科茹希夫卡 (基輔州)
50°15′13″N 30°14′0″E / 50.25361°N 30.23333°E

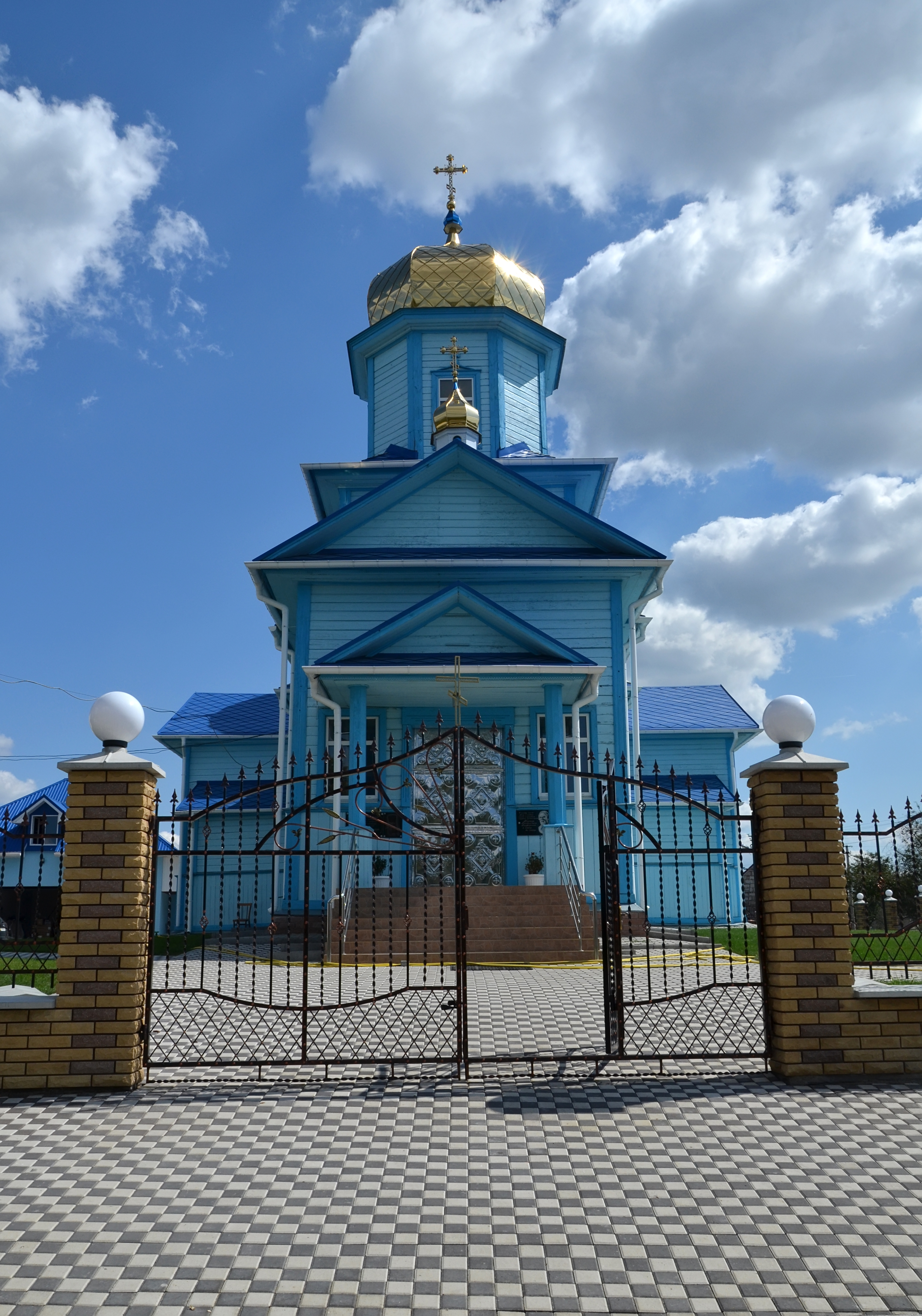
教堂

科茹希夫卡（烏克蘭語：Кожухівка）是位於烏克蘭北部的村莊，由基辅州法斯蒂夫區的卡利尼夫卡市鎮負責管轄。該村始建於1701年，面積3.03平方公里，2001年人口1,522，人口密度每平方公里502.8人。